# San Filippo del Mela
San Filippo del Mela település Olaszországban, Szicília régióban, Messina megyében. Lakosainak száma 6728 fő (2023. január 1.). San Filippo del Mela Merì, Milazzo, Pace del Mela és Santa Lucia del Mela községekkel határos.

## Népesség
A település lakossága az elmúlt években az alábbi módon változott:
| Lakosok száma | 7048 | 7006 | 6728 |
|               | 2017 | 2018 | 2023 |